# 消しゴムはんこ
消しゴムはんことは、消しゴムをカッターナイフや彫刻刀を用いて加工することで任意の図柄を表現するハンドクラフトホビーの一種。
消しゴムスタンプや消しゴム版画とも呼ばれる。

## 概要
昭和中期より子供たちの間で親しまれていた消しゴムを彫ってインクを付けて捺すという遊びが、版画の材料の一つとして消しゴムを用いるという技法を通じて発展したものである。消しゴムは石版より柔らかく彫りやすいが、空気に触れることでゴムが軟化する、使用する消しゴムが柔らかいと形が崩れるなど劣化が激しいという性質がある。使用される消しゴムは、一般的なプラスッチック消しゴムのほか、劣化しにくく適度な硬さに開発された消しゴムはんこ専用の消しゴムが用いられる。2005年ごろから主婦を中心に流行しており、2007年からはじまったスタンプ専門イベント「スタンプカーニバル」でも消しゴムはんこクリエイターの出店が多数を占めている。

## 作り方

### 用意するもの
- 消しゴム
- 彫刻刀やカッターナイフ、デザインナイフなど

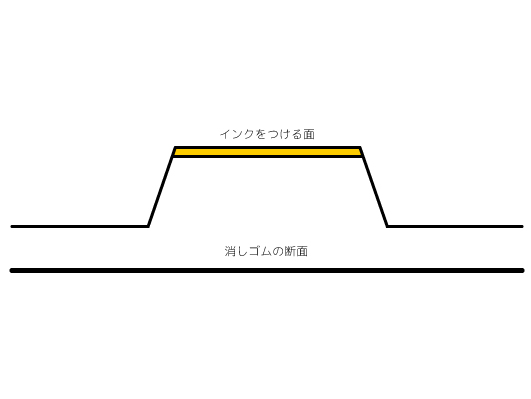
制作の際には横から見たときに台形になるように彫るとよい。

- トレーシングペーパー
- 鉛筆
- スタンプインク
- カッター版
- ねりけし

### 手順
1. 彫りたい図柄の上にトレーシングペーパーをのせ、鉛筆でなぞり写し取る。
2. 表面の粉をふき取った消しゴムの面に1のトレーシングペーパーの写し取った方を当ててこすり、図柄を消しゴムに転写する。
3. 消しゴムの周りの不要な部分を切り落とす。
4. インクをつけたい部分以外を彫刻刀やデザインナイフで彫る。その際、残す部分の断面が台形になるようにして彫る。
5. インクをつけて試し捺しをする。必要があれば修正し、納得のいくものができたら完成。
6. 押した後の消しゴムはねりけしを使いインク汚れをとっておくと良い。

## 代表的な作家
- ナンシー関 - 世界初の消しゴム版画家
- 津久井智子
- 乙幡啓子
- 山田泰幸
- とみこはん